# Manfred Pienemann
Manfred Pienemann (* 16. November 1951 in Neuenkirchen) ist ein deutscher Anglist und emeritierter Professor.

## Leben
Pienemann absolvierte 1975 das Staatsexamen in Englisch und Deutsch an der Universität Wuppertal und wurde dort 1979 in deutscher und englischer Sprachwissenschaft promoviert. Von 1980 bis 1983 war er Akademischer Rat an der Universität Passau und lehrte von 1983 bis 1994 als Dozent an der Universität Sydney. 
Von 1994 bis 1998 wirkte er als Professor für Angewandte Linguistik und Abteilungsleiter an der Australian National University. Von 1998 bis 2015 lehrte er als Professor für Linguistik und Angewandte Linguistik am Institut für Anglistik und Amerikanistik der Universität Paderborn. Zudem war er von 2005 bis 2012 Gast-Professor an der Universität Newcastle.
Er hielt zahlreiche Vorträge auf internationalen Konferenzen. 2015 wurde er zum Ehrendoktor der Universität Lund ernannt.

## Schriften (Auswahl)
- mit Harald Clahsen, Jürgen M. Meisel: On determining developmental stages in natural second language acquisition. Wuppertal 1979, OCLC 313005788.
- Der Zweitspracherwerb ausländischer Arbeitnehmerkinder. Bonn 1981, ISBN 3-416-01578-9.
- mit Harald Clahsen, Jürgen M. Meisel: Deutsch als Zweitsprache. Der Spracherwerb ausländischer Arbeiter. Tübingen 1983, ISBN 3-87808-544-3.
- Is language teachable? Psycholinguistic experiments and hypotheses. Hamburg 1987, OCLC 74965094.